# Olimpiai bajnok alpesisízők listája

Az alábbi táblázatok a téli olimpiai játékok alpesisí győzteseit tartalmazzák.
- A lesiklás a leggyorsabb versenyszám. A pálya 2000–4000 m hosszú, szintkülönbsége férfiaknál 500–1000 m, vonalvezetése a legegyszerűbb, viszonylag kevés, nagyívű kanyarral.
- A műlesiklás a legtechnikásabb versenyszám. A pálya hossza 150–700 m, rajta 50–75 kapuval. A verseny végeredményét két, nem azonos pályán teljesített futam összesített eredménye adja.
- Az óriás-műlesiklás a lesiklás és a műlesiklás közé helyezhető el. A pálya hossza 1200–1800 m, szintkülönbsége 300–500 m, amelyen 40–70 kaput jelölnek ki. Kétfutamos versenyszám.
- A szuperóriás-műlesiklás a lesiklás és az óriás-műlesiklás között pozicionálható. Ez a legfiatalabb versenyszám, az 1980-as években alakult ki.
- A kombináció (alpesi összetett) összetett versenyszám, eredménye egy lesiklás és két műlesiklás összesített időeredményéből áll össze. 2010-ben – először a téli olimpiák történetében – ún. szuperkombinációt rendeztek, ez egy lesiklásból és egy műlesiklásból áll.
- A csapatverseny során párhuzamos műlesiklásokat rendeznek, a csapatokat két nő és két férfi versenyző alkotja.

## Férfiak
| Év, helyszín                   | Lesiklás           | Lesiklás      | Műlesiklás                | Műlesiklás    | Óriás-műlesiklás   | Óriás-műlesiklás | Szuperóriás-műlesiklás | Szuperóriás-műlesiklás | Kombináció          | Kombináció       |
| ------------------------------ | ------------------ | ------------- | ------------------------- | ------------- | ------------------ | ---------------- | ---------------------- | ---------------------- | ------------------- | ---------------- |
| 1936 Garmisch-Partenkirchen    |                    |               |                           |               |                    |                  |                        |                        | Franz Pfnür         | Németország 1933 |
| 1948 St. Moritz                | Henri Orellier     | Franciaország | Edi Reinalter             | Svájc         |                    |                  |                        |                        | Henri Oreiller      | Franciaország    |
| 1952 Oslo                      | Zeno Colo          | Olaszország   | Othmar Schneider          | Ausztria      | Stein Eriksen      | Norvégia         |                        |                        |                     |                  |
| 1956 Cortina d’Ampezzo         | Toni Sailer        | Ausztria      | Toni Sailer               | Ausztria      | Toni Sailer        | Ausztria         |                        |                        |                     |                  |
| 1960 Squaw Valley              | Jean Vuarnet       | Franciaország | Ernst Hinterseer          | Ausztria      | Roger Staub        | Svájc            |                        |                        |                     |                  |
| 1964 Innsbruck                 | Egon Zimmermann    | Ausztria      | Josef Stiegler            | Ausztria      | Francois Bonlieu   | Franciaország    |                        |                        |                     |                  |
| 1968 Grenoble                  | Jean-Claude Killy  | Franciaország | Jean-Claude Killy         | Franciaország | Jean-Claude Killy  | Franciaország    |                        |                        |                     |                  |
| 1972 Szapporo                  | Bernhard Russi     | Svájc         | Francisco Fernández Ochoa | Spanyolország | Gustav Thöni       | Olaszország      |                        |                        |                     |                  |
| 1976 Innsbruck                 | Franz Klammer      | Ausztria      | Piero Gros                | Olaszország   | Heini Hemmi        | Svájc            |                        |                        |                     |                  |
| 1980 Lake Placid               | Leonard Stock      | Ausztria      | Ingemar Stenmark          | Svédország    | Ingemar Stenmark   | Svédország       |                        |                        |                     |                  |
| 1984 Szarajevó                 | Bill Johnson       | USA           | Phil Mahre                | USA           | Max Julien         | Svájc            |                        |                        |                     |                  |
| 1988 Calgary                   | Pirmin Zurbriggen  | Svájc         | Alberto Tomba             | Olaszország   | Alberto Tomba      | Olaszország      | Franck Piccard         | Franciaország          | Hubert Strolz       | Ausztria         |
| 1992 Albertville               | Patrick Ortlieb    | Ausztria      | Finn Christian Jagge      | Norvégia      | Alberto Tomba      | Olaszország      | Kjetil André Aamodt    | Norvégia               | Josef Polig         | Olaszország      |
| 1994 Lillehammer               | Tommy Moe          | USA           | Thomas Stangassinger      | Ausztria      | Markus Wasmeier    | Németország      | Markus Wasmeier        | Németország            | Lasse Kjus          | Norvégia         |
| 1998 Nagano                    | Jean-Luc Crétier   | Franciaország | Hans Petter Buras         | Norvégia      | Hermann Maier      | Ausztria         | Hermann Maier          | Ausztria               | Mario Reitter       | Ausztria         |
| 2002 Salt Lake City            | Fritz Strobl       | Ausztria      | Jean-Pierre Vidal         | Franciaország | Stephan Eberharter | Ausztria         | Kjetil André Aamodt    | Norvégia               | Kjetil André Aamodt | Norvégia         |
| 2006 Torino                    | Antoine Deneriaz   | Franciaország | Benjamin Raich            | Ausztria      | Benjamin Raich     | Ausztria         | Kjetil André Aamodt    | Norvégia               | Ted Ligety          | USA              |
| 2010 Vancouver                 | Didier Défago      | Svájc         | Giuliano Razzoli          | Olaszország   | Carlo Janka        | Svájc            | Aksel Lund Svindal     | Norvégia               | Bode Miller         | USA              |
| 2014 Szocsi                    | Matthias Mayer     | Ausztria      | Mario Matt                | Ausztria      | Ted Ligety         | USA              | Kjetil Jansrud         | Norvégia               | Sandro Viletta      | Svájc            |
| 2018 Phjongcshang              | Aksel Lund Svindal | Norvégia      | André Myhrer              | Svédország    | Marcel Hirscher    | Ausztria         | Matthias Mayer         | Ausztria               | Marcel Hirscher     | Ausztria         |
| 2022 Peking                    | Beat Feuz          | Svájc         | Clement Noël              | Franciaország | Marco Odermatt     | Svájc            | Matthias Mayer         | Ausztria               | Johannes Strolz     | Ausztria         |
| 2026 Milánó, Cortina d’Ampezzo |                    |               |                           |               |                    |                  |                        |                        |                     |                  |

## Nők
| Év, helyszín                   | Lesiklás                  | Lesiklás              | Műlesiklás           | Műlesiklás    | Óriás-műlesiklás     | Óriás-műlesiklás      | Szuperóriás-műlesiklás   | Szuperóriás-műlesiklás | Kombináció        | Kombináció       |
| ------------------------------ | ------------------------- | --------------------- | -------------------- | ------------- | -------------------- | --------------------- | ------------------------ | ---------------------- | ----------------- | ---------------- |
| 1936 Garmisch-Partenkirchen    |                           |                       |                      |               |                      |                       |                          |                        | Christl Cranz     | Németország 1933 |
| 1948 St. Moritz                | Hedy Schlunegger          | Svájc                 | Gretchen Fraser      | USA           |                      |                       |                          |                        | Trude Beiser      | Ausztria         |
| 1952 Oslo                      | Trude Juochum-Beiser      | Ausztria              | Andrea Mead-Lawrence | USA           | Andrea Mead-Lawrence | USA                   |                          |                        |                   |                  |
| 1956 Cortina d’Ampezzo         | Madeleine Berthod         | Svájc                 | Renée Colliard       | Svájc         | Rosa Reichert        | Egyesült Német Csapat |                          |                        |                   |                  |
| 1960 Squaw Valley              | Heidi Biebl               | Egyesült Német Csapat | Anne Heggtveit       | Kanada        | Yvonne Rüegg         | Svájc                 |                          |                        |                   |                  |
| 1964 Innsbruck                 | Christl Haas              | Ausztria              | Christine Goitschel  | Franciaország | Marielle Goitschel   | Franciaország         |                          |                        |                   |                  |
| 1968 Grenoble                  | Olga Pall                 | Ausztria              | Marielle Goitschel   | Franciaország | Nancy Greene         | Kanada                |                          |                        |                   |                  |
| 1972 Szapporo                  | Marie-Thérese Nadig       | Svájc                 | Barbara Cochran      | USA           | Marie-Thérese Nadig  | Svájc                 |                          |                        |                   |                  |
| 1976 Innsbruck                 | Rosi Mittermaier          | NSZK                  | Rosi Mittermaier     | NSZK          | Kathy Kreiner        | Kanada                |                          |                        |                   |                  |
| 1980 Lake Placid               | Annemarie Moser-Pröll     | Ausztria              | Hanni Wenzel         | Liechtenstein | Hanni Wenzel         | Liechtenstein         |                          |                        |                   |                  |
| 1984 Szarajevó                 | Michela Figini            | Svájc                 | Paoletta Magoni      | Olaszország   | Debbie Armstrong     | USA                   |                          |                        |                   |                  |
| 1988 Calgary                   | Marina Kiehl              | NSZK                  | Vreni Schneider      | Svájc         | Vreni Schneider      | Svájc                 | Sigrid Wolf              | Ausztria               | Anita Wachter     | Ausztria         |
| 1992 Albertville               | Kerrin Lee-Gartner        | Kanada                | Petra Kronberger     | Ausztria      | Pernilla Wiberg      | Svédország            | Deborah Compagnoni       | Olaszország            | Petra Kronberger  | Ausztria         |
| 1994 Lillehammer               | Katja Seizinger           | Németország           | Vreni Schneider      | Svájc         | Deborah Compagnoni   | Olaszország           | Dianne Steinrotter-Roffe | USA                    | Pernilla Wiberg   | Svédország       |
| 1998 Nagano                    | Katja Seizinger           | Németország           | Hilde Gerg           | Németország   | Deborah Compagnoni   | Olaszország           | Picabo Street            | USA                    | Katja Seizinger   | Németország      |
| 2002 Salt Lake City            | Carole Montillet          | Franciaország         | Janica Kostelić      | Horvátország  | Janica Kostelić      | Horvátország          | Daniela Ceccarelli       | Olaszország            | Janica Kostelić   | Horvátország     |
| 2006 Torino                    | Michaela Dorfmeister      | Ausztria              | Anja Pärson          | Svédország    | Julia Mancuso        | USA                   | Michaela Dorfmeister     | Ausztria               | Janica Kostelić   | Horvátország     |
| 2010 Vancouver                 | Lindsey Vonn              | USA                   | Maria Riesch         | Németország   | Viktoria Rebensburg  | Németország           | Andrea Fischbacher       | Ausztria               | Maria Riesch      | Németország      |
| 2014 Szocsi                    | Tina Maze Dominique Gisin | Szlovénia · Svájc     | Mikaela Shiffrin     | USA           | Tina Maze            | Szlovénia             | Anna Fenninger           | Ausztria               | Maria Höfl-Riesch | Németország      |
| 2018 Phjongcshang              | Sofia Goggia              | Olaszország           | Frida Hansdotter     | Svédország    | Mikaela Shiffrin     | USA                   | Ester Ledecká            | Csehország             | Michelle Gisin    | Svájc            |
| 2022 Peking                    | Corinne Suter             | Svájc                 | Petra Vlhová         | Szlovákia     | Sara Hector          | Svédország            | Lara Gut-Behrami         | Svájc                  | Michelle Gisin    | Svájc            |
| 2026 Milánó, Cortina d’Ampezzo |                           |                       |                      |               |                      |                       |                          |                        |                   |                  |

## Vegyes csapat
| Év, helyszín                   | Csapat                                                                         | Csapat   |
| ------------------------------ | ------------------------------------------------------------------------------ | -------- |
| 2018 Phjongcshang              | Luca Aerni, Denise Feierabend, Wendy Holdener, Daniel Yule, Ramon Zenhäusern   | Svájc    |
| 2022 Peking                    | Katharina Truppe, Stefan Brennsteiner, Katharinaa Liensberger, Johannes Strolz | Ausztria |
| 2026 Milánó, Cortina d’Ampezzo |                                                                                |          |